# Jeroni Pujades
Jeroni Pujades (Barcelona, 1568 - Castelló d'Empúries, 1635) va ser un historiador, cronista i advocat barceloní.

## Orígens i formació
Jeroni Pujades va néixer a Barcelona, al carrer de Sant Honorat. Era fill del figuerenc Miquel Pujades, síndic de la vila reial i que fou doctor en lleis. La seva vida va estar marcada per la crisi econòmica i social que va afectar Catalunya durant la seva època, però també per la seva passió per la història i la cultura.
Del matrimoni de Miquel amb Elisabet Moner, nasqueren dos fills: Miquel, el major, que fou prevere de la catedral de Barcelona, i Jeroni. Jeroni heretà del seu pare l'afecció per les lleis, i l'any 1585, amb disset anys, realitzava ja estudis superiors a la Universitat de Lleida, on es doctorà en dret civil i canònic l'any 1591, a l'edat de vint-i-tres anys. Llavors, passà a viure a Barcelona, on obtingué la càtedra de dret canònic a la Universitat de Barcelona
L'any 1592 es va casar per primera vegada, amb Elisabet, filla de Bernat Roig, de Mataró, doctor del Reial Consell Civil. D'aquest matrimoni va tenir nou fills, dels quals únicament li sobrevisqueren quatre. L'any 1598 Pujades resideix a Perpinyà, on, allotjat a l'hostal de la Corona, esmenta una qüestió d'espionatge a favor dels francesos, en què alternà com a persona de respecte. Durant aquests anys, malgrat tenir la residència habitual a Barcelona, es desplaçà ocasionalment a diversos llocs: a Terrassa, a Perpinyà, a Manresa, a l'Empordà…
L'any 1600 es produeix un fet important: Jeroni Pujades comença el Dietari, gràcies al qual hem pogut conèixer molts aspectes interessants de la seva biografia i del seu temps. Pujades exercí la professió de professor a la Universitat de Barcelona, que compaginà amb una intensa dedicació al dret i a la política (fou membre del Consell de Cent barceloní i oïdor de l'Audiència a Castelló d'Empúries). Advocat, jurista i historiador, també exercí de pèrit. L'ampla consideració social de què arribà a gaudir aquells anys segurament fou el que motivà que l'any 1604 Joana d'Aragó, duquessa de Cardona i comtessa d'Empúries, el nomenés assessor i comissari general del Comtat d'Empúries. Així doncs, Pujades tornà a la terra dels seus avantpassats, instal·lant-se a Castelló d'Empúries.

### Cercle intel·lectual
Jeroni Pujades va ser un intel·lectual influent a l'època de Pau Claris. Amb la seva Crònica, va promoure la recuperació de la memòria històrica de Catalunya i va defensar la necessitat de preservar les seves institucions i tradicions.
Formà part d'un cercle d’erudits catalans que treballaren per evitar la dilució de la història catalana, entre els quals hi havia Rafael Cervera, Francesc de Montcada, Dídac de Rocabertí, Fabrici Ponç de Castellví, Felip Vinyes, Dídac de Montfar o Jaume Ramon Vila, i potser el comte de Guimerà, o l'Esteve de Corbera. Aquests erudits estudiaren i reescrigueren els orígens del territori en els anys previs a l’esclat de la Guerra dels Segadors.

### Correspondència epistolar
La correspondència de Jeroni Pujades és una font valuosa per conèixer la seva vida i la seva obra. Les seves cartes permeten conèixer les seves opinions sobre la política, la cultura i la societat de la seva època. També permeten seguir el procés de creació de la Crònica Universal i altres obres. Jeroni Pujades va mantenir correspondència amb diversos personatges il·lustres de la seva època, com ara:
- Jeroni de Pontons: amic i editor de Pujades, a qui va confiar la publicació de la Crònica Universal.
- Pere Pau Muntanyà: jurista i historiador, amb qui Pujades va intercanviar opinions sobre la història de Catalunya.
- Francesc Martí Grajales: jurista i poeta, amb qui Pujades va mantenir una estreta amistat.

## Establiment a Castelló d'Empúries

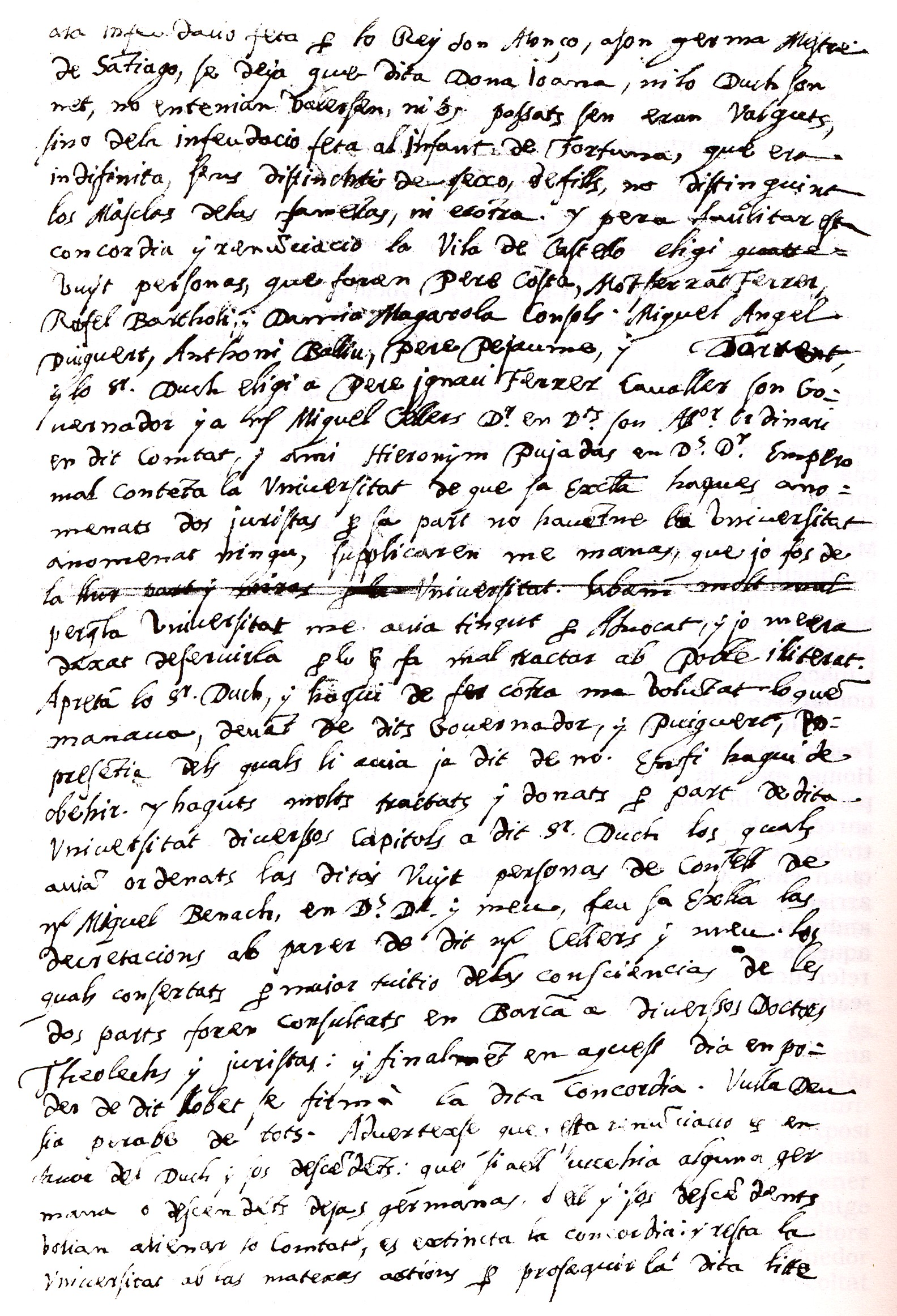
Dietari (1606-1610) de Jeroni Pujades

Quan Jeroni Pujades s'estableix a Castelló d'Empúries, aquesta vila, antiga capital del comtat d'Empúries i una de les ciutats més importants de Catalunya, viu una decadència deguda a diversos factors com la pesta, la guerra i la pèrdua de la capitalitat del comtat. Tot i això, encara és important com a centre agrícola i comercial de la comarca.
Mig any després d'haver mort la seva primera muller, Jeroni es tornà a casar, aquesta vegada amb una donzella castellonina de nom Salvadora. D'aquest segon matrimoni, Jeroni Pujades va tenir deu fills més.
El renom que va cobrar per haver estat sol·licitat com a advocat del Consell de Cent i del Trentenari a la ciutat comtal, va fer que la Universitat l'elevés a la categoria d'advocat de la vila. Amb la mort de la comtessa, però, espirà el càrrec d'assessor després d'haver-lo exercit durant tres anys i vuit mesos. Pocs dies després li fou ofert l'ofici d'advocat fiscal del comtat d'Empúries. Pujades, tot primer, no volia acceptar el càrrec a causa d'haver estat assessor i comissari general, però don Lluís (germà i procurador general del comte) per una banda, i el pare i el germà de la seva primera esposa, per una altra, el feren decidir a contracor. Pujades, durant el temps que havia estat assessor, havia defensat el patrimoni del comte, i això li havia generat alguns enemics. Per això no durà gaire en l'ofici: fins al 16 de gener de l'any següent.
De 1609 és l'edició del primer dels tres llibres (i l'únic escrit en català) titulats Crònica universal del Principat de Catalunya. En ell hi recull un sonet d'un monjo anònim, del qual el darrere vers lloa la llengua catalana: «Pus parl'en cathala. Deu li'n don Gloria».
Després d'una etapa a Barcelona, de la qual gairebé no en sabem res, la família Pujades va retornar a Castelló d'Empúries (1623). A Castelló, Pujades trobà una excel·lent acollida, i jurà el càrrec d'assessor de la Capitania general de la fortalesa de Roses i de tot el partit de l'Empordà, amb la qual cosa hagué de repartir el temps entre Castelló i Barcelona. Aquells anys, Catalunya ja es trobava immersa en l'ambient de crisi general que s'havia anat aguditzant els últims temps a tot l'occident cristià. Els enfrontaments entre França i Espanya acabaren en guerra oberta, i Catalunya, que estava al bell mig del tauler polític, es trobà a mercè dels interessos contraposats de Richelieu i del Conde-Duque de Olivares. Ja res no podia impedir la tragèdia de 1640. La participació pública de Pujades durant aquells anys d'agitació havia estat ben manifesta, però la seva naturalesa feble i malaltissa, que el tenia sovint llargues temporades enllitat, va impedir-li de viure els tristos esdeveniments de la Guerra dels Segadors.

## Mort i posteritat
Els darrers anys de Pujades van estar marcats per la pobresa, la malaltia, i la preocupació per la seva obra. En una carta al seu amic i editor, Jeroni de Pontons, Pujades es queixa de la seva salut i de la dificultat per acabar la Crònica Universal. També expressa el seu desig de veure publicada la seva obra, però va morir deixant la Crònica inacabada.
Jeroni Pujades morí a Castelló d'Empúries el 7 de gener de 1635, a l'edat de 67 anys, després d'una llarga malaltia. El seu cos fou traslladat al Convent de Sant Francesc de Castelló d'Empúries i enterrat en el vas familiar davant l'altar de la Concepció. Les restes se'n perderen, com la tomba; la làpida es va trobar a la casa Bosch i Aymerich de Castelló.
En el seu testament, signat el 1632, Pujades, a més de repartir els seus béns, demana que es diguin misses per la seva ànima i que es publiquin les seves obres, especialment la Crònica Universal.
El carrer de Pujades, a Barcelona, fou anomenat en honor seu.

## Treball i censura

### Mètode de treball
Jeroni Pujades emprà moltíssimes fonts per al seu treball, en un ampli ventall que demostra que era un erudit amb una formació completa, capaç d'integrar coneixements de diverses disciplines i èpoques. La Crònica Universal del Principat de Catalunya combina el rigor documental amb els interessos polítics del seu temps, especialment en la defensa dels drets històrics de Catalunya, com ara la noció del pacte entre els catalans i els carolingis. La Crònica també mostra una connexió amb els corrents culturals europeus, que diferencia Pujades d'altres historiadors de la seva època.
- Fonts bíbliques i del cristianisme primitiu. Especialment presents al pròleg i primers capítols de la Crònica, tractant la creació del món i l'arribada del cristianisme a Catalunya. Utilitza autors fonamentals com Eusebi de Cesarea i la seva "Història eclesiàstica", Sant Agustí d'Hipona amb "La Ciutat de Déu", Sant Basili, Sant Ambròs i Pau Orosi.[7]
- Fonts clàssiques. Destaca l'ús extensiu d'autors romans, demostrant un coneixement profund que va més enllà dels autors més coneguts. Esmenta tant els clàssics habituals (Ciceró, Virgili, Ovidi, Titus Livi) com altres autors menys habituals (Emilià Probus, Apià d'Alexandria, Aulus Hirci). Tot i que menys, del món grec empra els escrits de Ptolemeu, Dioscòrides i les "Vides paral·leles" de Plutarc.[7]
- Fonts epigràfiques. En Jeroni Pujades empra les fonts epigràfiques per demostrar l'antiguitat de la història catalana, i presentar-les com a servei a la nació. Aquest coneixement l'obtenia a través d'autors com Pere Miquel Carbonell o Antoni Viladamor.[7]
- Fonts medievals. Rellevants especialment a partir del segon volum (post-714). Utilitza documentació d'arxius de Catalunya, el Rosselló i el Llenguadoc, incloent-hi documents de monestirs com Ripoll, Poblet i Montserrat. Entre els autors medievals destaquen Francesc Eiximenis, l'Abat Oliba i el gramàtic Renall.[7]
- Fonts jurídiques. Com a jurista, empra tant autors catalans (Jaume Marquilles, Tomàs Mieres, Antoni Oliba) com estrangers, especialment italians (Nicolò Tudesco, Andrea Alciato). També cita l'obra del seu pare, Miquel Pujades.[7]
- Historiadors contemporanis. Pujades complementa aquestes fonts amb autors del seu temps. De la Corona d'Aragó utilitza els treballs de Francesc Calça, Cristòfor Despuig, Jaume Ramon Vila, i Pere Anton Beuter, entre d'altres. De la resta d'Espanya empra autors com Juan de Mariana i Ambrosio de Morales. També fa servir historiadors italians com Cesare Baronio i Carlo Sigonio.[7]

### Censura
La censura era un mecanisme de control de la producció i difusió de llibres a l'Edat Moderna, amb l'objectiu principal evitar la impressió de textos que poguessin ser considerats perjudicials per a la religió, la moral o l'ordre públic.
A Catalunya, la censura era exercida per diverses autoritats: L'Església, el poder civil, i les universitats. El procés de censura començava amb la sol·licitud d'una llicència d'impressió a l'autoritat competent. Un cop concedida la llicència, el llibre era examinat per un censor, que emetia un informe favorable o desfavorable. Si l'informe era favorable, el llibre podia ser imprès. En cas contrari, l'autor podia recórrer la decisió o modificar el text per tal d'obtenir l'aprovació del censor.
En aquest sentit el primer llibre de la Crònica universal passà la censura i es publicà, i el segon arribà a passar la censura, però ja no es publicà, per causes diverses.

## Obres

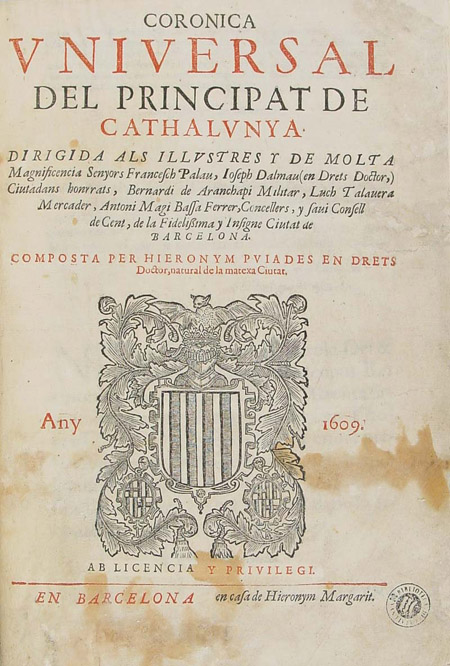
Crònica Universal del Principat de Catalunya (1609) de Jeroni Pujades

L'obra més important de Pujades és la Crònica Universal del Principat de Catalunya, una història de Catalunya que va quedar inacabada. També va escriure poesies, i va participar en certàmens literaris. Per un altre costat, el seu dietari és un document excepcional que ens permet conèixer la vida quotidiana d'un intel·lectual català del segle XVII.

### Crònica Universal del Principat de Catalunya
Article principal Crònica universal del Principat de Catalunya
La Crònica universal del Principat de Catalunya és una obra historiogràfica sobre la història general de Catalunya des de l'antiguitat fins a la mort del comte Ramon Berenguer IV (1162). Pujades destinà bona part dels seus esforços intel·lectuals a donar al Principat d'una història general i completa d'aquest. La seva Crònica esdevé molt ambiciosa pel que respecta a temàtica i fonts utilitzades.
La primera part, fins a la invasió sarraïna, fou escrita en català. L'obra fou escrita entre els anys 1601 i 1604, segons refereix el mateix Pujades. Acabada el 1606, fou publicada el 1609, gràcies al suport econòmic del Consell de Barcelona. La segona i tercera parts foren escrites en castellà i restaren inèdites i sense revisar. Les raons d'escriure-les en castellà foren que aquest era l'idioma de la monarquia hispànica, i també per ampliar el mercat.

#### Origen i context
El 1564, les Corts catalanes convocaren la creació d’una plaça de cronista oficial per a confeccionar una Història general de Catalunya. Aquesta plaça era paral·lela a l’atorgada per la Cort del regne d’Aragó a Jerónimo Zurita. Però a Catalunya no arribà a concedir-se, provocant un greuge comparatiu amb els cronistes oficials d’Aragó (Zurita i continuadors) i els cronistes reials castellans (Florian d’Ocampo, Ambrosio de Morales, Juan de Mariana).
Cal assenyalar que a l'Aragó i Castella la societat en general es regia per uns llaços clientelars i de patronatge, però a Catalunya, on aquests eren més escassos, eren suplerts pel voluntarisme o patriotisme. Per això, alguns dels aspirants a la plaça de cronista oficial: Francesc Calça, Onofre Manescal, Antoni Viladamor, Pere Gil i Jeroni Pujades, acabaren fent Cròniques per compte propi, com és el cas de la Crònica Universal del Principat de Catalunya, d'en Pujades.
Pujades va formar part d'un destacat cercle erudit interessat a protegir i reivindicar la història catalana davant d'interpretacions foranes, en un context de protonacionalismes, que portarien als futurs estats nació. Aquest grup, que incloïa Jaume Ramon Vila, Rafael Cervera, Francesc de Montcada, Dídac de Rocabertí, Fabrici Ponç de Castellví, Felip Vinyes, Dídac de Montfar, i possiblement el comte de Guimerà o Esteve de Corbera, va ser actiu en els anys previs a la Guerra dels Segadors.
El treball de Pujades s'emmarca en un període de creixent tensió entre la Corona Castellana i els territoris de la Corona d'Aragó, coincidint amb l'acció política del Comte-duc d'Olivares.

### Dietari
El dietari o dietaris, atès que es divideix en sis, de Jeroni Pujades és un document de gran interès per als historiadors. A més de les anotacions sobre la seva vida quotidiana, el dietari inclou reflexions sobre la política, la religió i la cultura de la seva època. També hi trobem informació sobre la pesta que va assolar Catalunya a principis del segle XVII i sobre el bandolerisme.

### Altres
A part de la Crònica Universal i el Dietari, Jeroni Pujades va escriure altres obres, com ara poesies  en català i en llatí, algunes de les quals van ser premiades en certàmens literaris, i obres jurídiques, algunes de les quals encara es conserven. També cal compar uns manuscrits que l'autor anomenava Flosculi o Flósculos.